# Silke Schiller-Tobies
Silke Schiller-Tobies (* 23. September 1972 in Kiel) ist eine deutsche politische Beamtin (Bündnis 90/Die Grünen). Seit November 2023 ist sie Staatssekretärin im Ministerium für Soziales, Jugend, Familie, Senioren, Integration und Gleichstellung des Landes Schleswig-Holstein.

## Leben
Schiller-Tobies legte 1989 den Realschulabschluss ab und trat anschließend in den mittleren Dienst der Polizei Schleswig-Holstein ein. 2003 stieg sie in den gehobenen Dienst und 2012 in den höheren Dienst auf. Von 2015 bis 2017 war sie persönliche Referentin des Ministers Stefan Studt im Innenministerium des Landes Schleswig-Holstein. Von 2017 bis 2022 war sie als Referatsleiterin im Innenministerium des Landes Schleswig-Holstein tätig. Von 2022 bis 2023 leitete sie das Büro der Ministerin Aminata Touré im Ministerium für Soziales, Jugend, Familie, Senioren, Integration und Gleichstellung des Landes Schleswig-Holstein.
Am 1. November 2023 wurde Schiller-Tobies als Nachfolgerin von Marjam Samadzade zur Staatssekretärin im Ministerium für Soziales, Jugend, Familie, Senioren, Integration und Gleichstellung des Landes Schleswig-Holstein berufen.
Schiller-Tobies ist verheiratet. Seit 2018 ist sie Mitglied von Bündnis 90/Die Grünen.